# Krasnogvardejskij rajon (Kraj di Stavropol')
Il Krasnogvardejskij rajon (in russo Красногвардейский район?) è un rajon del Kraj di Stavropol', nel Caucaso; il capoluogo è Krasnogvardejskoe. Istituito nel 1957, ricopre una superficie di 2.263 chilometri quadrati.